# همچون کوچه‌ای بی‌انتها
همچون کوچه‌ای بی‌انتها کتابی است که در آن ترجمه اشعار ۲۴ شاعر از نقاط مختلف جهان به همراه تعداد زیادی هایکوی ژاپنی گردآوری شده‌است.
احمد شاملو این کتاب را نخستین بار در سال ۱۳۵۲ منتشر کرده و برای بخش‌های لازم، مانند شعر آمریکای سیاهان و شعر معاصر یونان، معرفی کوتاهی نوشته‌است.
در این کتاب با ترجمه‌های زیبایی از شاعرانی چون لورکت، مارگوت بیکل، و… روبرو می‌شویم و همچنین زندگی‌نامه کوتاه از لورکا و شب اعدامش.